# Sydney Olivier, 1. Baron Olivier

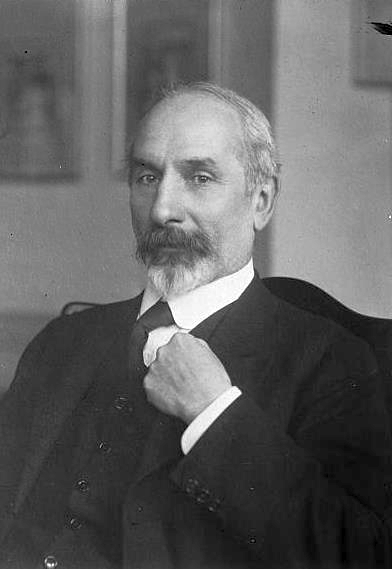
Sydney Olivier, 1. Baron Olivier

Sydney Haldane Olivier, 1. Baron Olivier KCMG CB PC (* 16. April 1859 in Colchester, Essex; † 15. Februar 1943) war ein britischer Ministerialbeamter und Politiker, der unter anderem 1904 kommissarisch sowie 1907 bis 1913 Gouverneur der Kronkolonie Jamaika, 1924 kurzzeitig Minister für Indien war. 1924 wurde er zum Peer erhoben und gehörte damit bis zu seinem Tod dem House of Lords an.

## Leben

### Studium und Beamter des Colonial Office
Olivier, dessen Vater der anglikanische Geistliche Reverend Henry Arnold Olivier, absolvierte nach der Schulausbildung in Lausanne, an der Kineton School sowie der Tonbridge School ein Studium am Corpus Christi College der University of Oxford und schloss dieses 1881 mit einem Bachelor of Arts (B.A.) ab. Im Anschluss trat er 1882 als Beamter in das Kolonialministerium (Colonial Office) ein und war in diesem bis 1920 tätig. Während dieser Zeit war er zwischen 1890 und 1891 kommissarischer Kolonialsekretär der Kronkolonie Britisch-Honduras und später von 1895 bis 1896 Generalauditor der Leeward Inseln, ehe er zwischen 1896 und 1897 Privatsekretär von William Palmer, 2. Earl of Selborne, der von 1895 bis 1900 Unterstaatssekretär im Kolonialministerium war. 
Olivier, der für seine Verdienste 1898 zum Companion des Order of St. Michael and St. George (CMG) ernannt wurde, war von 1899 bis 1904 Kolonialsekretär der Kronkolonie Jamaika und in dieser Funktion 1904 für einige Zeit kommissarischer Gouverneur der Kronkolonie Jamaika. 1907 wurde er zum Knight Commander des Order of St. Michael and St. George (KCMG) geschlagen und führte fortan den Namenszusatz „Sir“.

### Gouverneur der Kronkolonie Jamaika, Minister für Indien und Oberhausmitglied
1907 wurde Olivier Nachfolger von Hugh Clarence Bourne als Gouverneur der Kronkolonie Jamaika und bekleidete dieses Amt bis zu seiner Ablösung durch Phillip Clarke Cork 1913. Für seine langjährigen Verdienste wurde ihm 1911 ein Ehrendoktortitel der Rechtswissenschaften (LL.D.) der University of Edinburgh verliehen und er 1917 auch zum Companion des Order of the Bath ernannt.
Am 22. Januar 1924 wurde Olivier, der sich auch in der Fabian Society engagierte, von Premierminister Ramsay MacDonald zum Minister für Indien (Secretary of State for India) in dessen Kabinett berufen und bekleidete diese Funktion bis zum Ende von MacDonalds Amtszeit am 3. November 1924. Am Tag nach seiner Ernennung zum Minister wurde er am 23. Januar 1924 auch zum Privy Counsellor berufen.
Zwei Wochen später, am 9. Februar 1924, wurde er durch ein Letters Patent als Baron Olivier, of Ramsden in the County of Oxford, in den erblichen Adelsstand erhoben und gehörte somit bis zu seinem Tod dem House of Lords als Mitglied an. Neben seiner langjährigen ministeriellen und politischen Laufbahn verfasste er zahlreiche Bücher, die sich mit kolonialpolitischen und historischen Themen befassten.
Aus seiner am 21. Mai 1885 geschlossenen Ehe mit Margaret Cox gingen vier Töchter hervor. Da er somit ohne männlichen Nachkommen verstarb, erlosch mit seinem Tod der Titel des Baron Olivier.

## Veröffentlichungen
- White Capital and Coloured Labour, 1906
- The Anatomy of African Misery, 1927
- The Empire Builder, 1927
- The Myth of Governor Eyre, 1933
- Jamaica, the Blessed Island, 1936